# Smoke + Mirrors
Smoke + Mirrors (englisch für „Rauch und Spiegel“) ist das zweite Studioalbum der US-amerikanischen Band Imagine Dragons, das im Februar 2015 erschien.

## Entstehung und Veröffentlichung
Die Erstveröffentlichung von Smoke + Mirrors erfolgte am 13. Februar 2015 bei den Musiklabels Interscope Records und Kidinakorner. Das Album erschien in seiner Originalausgabe als CD und Download mit 13 Titeln (Katalognummer: 06025 47161697). Am gleichen Tag erschien eine Deluxeausführung mit fünf Bonustiteln (Katalognummer: 06025 4717754). Im März desselben Jahres erschien erstmals eine LP-Ausführung (Katalognummer: 0602547198518). Am 30. Oktober 2015 erschien eine sogenannte „Super Deluxe Edition“, die insgesamt 7 Bonustitel umfasst (Katalognummer: B0024123-02).
Geschrieben und produziert wurden die Lieder hauptsächlich von den Imagine-Dragons-Mitgliedern Dan Reynolds, Ben McKee und Daniel Sermon. Bei vier von den 20 verschiedenen Liedern bekam die Band Unterstützung durch Alex da Kid. Beim Schreibprozess von zwei Liedern war zudem Josh Mosser beteiligt.
Um das Album zu bewerben, erfolgte unter anderem ein Liveauftritt bei den American Music Awards im Jahr 2014 sowie im Folgejahr in der The Ellen DeGeneres Show.

## Titelliste
1. Shots – 3:52
2. Gold – 3:37
3. Smoke and Mirrors – 4:21
4. I’m So Sorry – 3:50
5. I Bet My Life – 3:13
6. Polaroid – 3:50
7. Friction – 3:22
8. It Comes Back to You – 3:37
9. Dream – 4:18
10. Trouble – 3:11
11. Summer – 3:38
12. Hopeless Opus – 3:59
13. The Fall – 6:02

Bonustitel (Deluxe Edition):
1. Thief – 3:47
2. The Unknown – 3:24
3. Second Chances – 3:37
4. Release – 2:28
5. Warriors – 2:51

Bonustitel (Super Deluxe Edition):
1. Thief – 3:47
2. The Unknown – 3:24
3. Second Chances – 3:37
4. Release – 2:28
5. Warriors – 2:51
6. Battle Cry – 4:32
7. Monster – 4:10
8. Who We Are – 4:09
9. Shots (Broiler Remix) – 3:11

## Singleauskopplungen
Die erste Single I Bet My Life war in den Billboard Hot 100 die erfolgreichste Single und erreichte dort Platz 28 sowie eine Platin-Schallplatte. Ansonsten stiegen Monster und Shots in die US-Singlecharts ein und erreichten dort die Plätze 78 und 75. Im Vereinigten Königreich erreichten ebenfalls die beiden Titel sowie Warriors, enthalten auf der Deluxe-Edition, die Charts und alle drei Singles wurden mit einer Silbernen Schallplatte ausgezeichnet. Im deutschsprachigen Raum konnten ebenfalls diese drei Singles kurze Chartaufenthalte vorweisen, am erfolgreichsten war Shots mit Platz 60 und 14 Wochen in den deutschen Charts. In Schweden konnte sich der Titel 40 Wochen lang in den Charts halten. Ein Remix des DJ-Duos Broiler konnte den Erfolg von Shots vor allem in Norwegen steigern, diese Version erreichte dort Platz drei der Charts.
Singles in den Charts

| Jahr | Titel                | Höchstplatzierung, Gesamtwochen, AuszeichnungChartplatzierungen (Jahr, Titel, , Platzierungen, Wochen, Auszeichnungen, Anmerkungen) | Höchstplatzierung, Gesamtwochen, AuszeichnungChartplatzierungen (Jahr, Titel, , Platzierungen, Wochen, Auszeichnungen, Anmerkungen) | Höchstplatzierung, Gesamtwochen, AuszeichnungChartplatzierungen (Jahr, Titel, , Platzierungen, Wochen, Auszeichnungen, Anmerkungen) | Höchstplatzierung, Gesamtwochen, AuszeichnungChartplatzierungen (Jahr, Titel, , Platzierungen, Wochen, Auszeichnungen, Anmerkungen) | Höchstplatzierung, Gesamtwochen, AuszeichnungChartplatzierungen (Jahr, Titel, , Platzierungen, Wochen, Auszeichnungen, Anmerkungen) | Höchstplatzierung, Gesamtwochen, AuszeichnungChartplatzierungen (Jahr, Titel, , Platzierungen, Wochen, Auszeichnungen, Anmerkungen) | Anmerkungen                                                          |
| Jahr | Titel                | DE | AT | CH | UK | US | Rock | Anmerkungen                                                          |
| --- | -------------------- | --- | --- | --- | --- | --- | --- | -------------------------------------------------------------------- |
| 2013 | Monster              | — | — | — | — | US78 Platin · (1 Wo.)US | Rock13 (10 Wo.)Rock | Erstveröffentlichung: 19. September 2013 Verkäufe: + 1.030.000       |
| 2014 | Battle Cry           | — | — | — | — | US— GoldUS | Rock24 (10 Wo.)Rock | Erstveröffentlichung: 2. Juni 2014 Verkäufe: + 500.000               |
| 2014 | Warriors             | DE58 Gold · (8 Wo.)DE | AT56 (6 Wo.)AT | — | UK54 Platin · (3 Wo.)UK | US— ×2DoppelplatinUS | Rock10 (20 Wo.)Rock | Erstveröffentlichung: 16. September 2014 Verkäufe: + 3.275.000       |
| 2014 | I Bet My Life        | DE65 (1 Wo.)DE | AT74 (1 Wo.)AT | CH71 (1 Wo.)CH | UK27 Gold · (6 Wo.)UK | US28 ×3Dreifachplatin · (22 Wo.)US                                                                                                  | Rock3 (29 Wo.)Rock | Erstveröffentlichung: 18. September 2014 Verkäufe: + 3.862.500       |
| 2015 | Shots                | DE60 Gold · (14 Wo.)DE | AT73 (1 Wo.)AT | — | UK91 Gold · (2 Wo.)UK | US75 Platin · (3 Wo.)US | Rock7 (31 Wo.)Rock | Erstveröffentlichung: 23. Februar 2015 Verkäufe: + 2.160.000         |
| 2015 | Dream                | — | — | — | — | US— GoldUS | Rock25 (2 Wo.)Rock | Erstveröffentlichung: 31. August 2015 (Remix) Verkäufe: + 530.000    |
| 2016 | Gold                 | — | — | — | — | US— GoldUS | Rock12 (12 Wo.)Rock | Erstveröffentlichung: 16. September 2016 (Remix) Verkäufe: + 560.000 |
| Folgende Lieder erschienen nicht als Single, wurden aber durch das Album zum Download und Streaming bereitgestellt und konnten somit eine Platzierung erlangen: |                      | | | | | | |                                                                      |
| |                      | | | | | | |                                                                      |
| 2015 | Polaroid             | — | — | — | — | US— GoldUS | Rock22 (3 Wo.)Rock | Charteinstieg: 7. März 2015 Verkäufe: + 500.000                      |
| 2015 | Smoke + Mirrors      | — | — | — | — | — | Rock32 (1 Wo.)Rock | Charteinstieg: 7. März 2015                                          |
| 2015 | It Comes Back to You | — | — | — | — | — | Rock41 (1 Wo.)Rock | Charteinstieg: 7. März 2015                                          |
| 2015 | Friction             | — | — | — | — | US— GoldUS | Rock44 (1 Wo.)Rock | Charteinstieg: 7. März 2015 Verkäufe: + 500.000                      |
| 2015 | The Fall             | — | — | — | — | — | Rock47 (1 Wo.)Rock | Charteinstieg: 7. März 2015                                          |

## Rezeption

### Preise
Das Album wurde für einen People’s Choice Award in der Kategorie Favorite Album nominiert.

### Rezensionen
Mikael Wood von Los Angeles Times bewertete das Album mit zwei von vier Sternen. Er zog Vergleiche mit der angesagten elektronischen Tanzmusik und meint, dass die Band zeitweise „lahm“ klinge, das Album vermittle jedoch starke Gefühle. Jon Dolan vom Magazin Rolling Stone gab dem Album zwei von fünf Sternen, er kritisierte die wilde Mischung verschiedener Genres und merkte abschließend an, dass die Musik der Band noch einen weiten Weg vor sich habe. Neil McCormick von The Daily Telegraph sprach dem Album allgemeines Lob aus und gab mit vier von fünf Sternen eine positive Bewertung.

## Kommerzieller Erfolg

### Chartplatzierungen
Smoke + Mirrors stieg sowohl in den US-amerikanischen als auch in den britischen Charts direkt auf Platz eins ein und war in beiden Ländern das erste Nummer-eins-Album der Band. In den D-A-CH-Ländern wurden jeweils Top-10-Platzierungen erreicht, ebenso in vielen weiteren Ländern wie unter anderem Australien, Frankreich, Neuseeland und Spanien.
| ChartsChartplatzierungen       | Höchstplatzierung | Wochen |
| ------------------------------ | ----------------- | ------ |
| Deutschland (GfK)              | 3 (… Wo.)         | …      |
| Österreich (Ö3)                | 5 (7 Wo.)         | 7      |
| Schweiz (IFPI)                 | 3 (20 Wo.)        | 20     |
| Vereinigte Staaten (Billboard) | 1 (117 Wo.)       | 117    |
| Vereinigtes Königreich (OCC)   | 1 (38 Wo.)        | 38     |

| ChartsJahrescharts (2015)      | Platzierung |
| ------------------------------ | ----------- |
| Schweiz (IFPI)                 | 86          |
| Vereinigte Staaten (Billboard) | 29          |
| Vereinigtes Königreich (OCC)   | 48          |

### Auszeichnungen für Musikverkäufe
| Land/Region                  | Auszeichnungen für Musikverkäufe (Land/Region, Auszeichnung, Verkäufe) | Verkäufe  |
| ---------------------------- | ---------------------------------------------------------------------- | --------- |
| Brasilien (PMB)              | Platin                                                                 | 40.000    |
| Dänemark (IFPI)              | Platin                                                                 | 20.000    |
| Deutschland (BVMI)           | Gold                                                                   | 100.000   |
| Finnland (IFPI)              | Gold                                                                   | 10.000    |
| Italien (FIMI)               | Platin                                                                 | 50.000    |
| Kanada (MC)                  | Platin                                                                 | 80.000    |
| Mexiko (AMPROFON)            | Gold                                                                   | 30.000    |
| Neuseeland (RMNZ)            | 2× Platin                                                              | 30.000    |
| Norwegen (IFPI)              | Gold                                                                   | 15.000    |
| Österreich (IFPI)            | Gold                                                                   | 7.500     |
| Polen (ZPAV)                 | Platin                                                                 | 20.000    |
| Schweden (IFPI)              | Gold                                                                   | 20.000    |
| Singapur (RIAS)              | Gold                                                                   | 5.000     |
| Thailand (TECA)              | Gold                                                                   | 5.000     |
| Vereinigte Staaten (RIAA)    | 2× Platin                                                              | 2.000.000 |
| Vereinigtes Königreich (BPI) | Platin                                                                 | 300.000   |
| Insgesamt                    | 8× Gold · 10× Platin ·                                                 | 2.732.500 |

Hauptartikel: Imagine Dragons/Auszeichnungen für Musikverkäufe